# Bani Yas
Bani Yas (arabisch بنو ياس, DMG Banū Yās), auch bekannt als die Bani-Yas-Koalition, ist ein Stammesbündnis in den Vereinigten Arabischen Emiraten, das seinen Ursprung im Nadschd hat. Es besteht aus verschiedenen Stämmen, die von Dubai bis Chaur al-Udaid im Südosten von Katar leben. Die Al Nahyan sind die Herrscherfamilie des Bani Yas-Stammes und hatten ihren Hauptsitz in al-Dhafra und derzeit in Abu Dhabi. Sowohl die Herrscherfamilie der Vereinigten Arabischen Emirate und Abu Dhabi, Al Nahyan, als auch die Emire von Dubai, Al Maktum, gehören diesem Stamm an. Beide Familien regieren ihren Zweig des Stammes, wobei Al Nahyan ein Zweig von al-Falahi ist und Al Maktum ein Zweig von al-Falasi.

## Geschichte
Bani Yas pflegte enge Beziehungen zum Dhawahir-Stamm, der traditionell in der Buraimi-Oase beheimatet ist und oft im Konflikt mit al Naimi und Bani Ka'ab stand.

## Zweige
Bani Yas besteht aus verschiedenen Zweigen, zu denen gehören:
- Al Bu Falasi
- Al Mehairbi
- Al Bu Falah
- Al Romaithi
- Al Bu Muhair
- Al Hameli
- Al Mehairi
- Al Suwaidi
- Al Qemzi
- Al Marar
- Al Mazrouie